# Hoplophorella brachys
Hoplophorella brachys är en kvalsterart som först beskrevs av Wojciech Niedbała 2004.  Hoplophorella brachys ingår i släktet Hoplophorella och familjen Phthiracaridae. Inga underarter finns listade i Catalogue of Life.